# سفارة الكويت في باريس
سفارة الكويت في فرنسا هي الممثلية الدبلوماسية لدولة الكويت لدى الجمهورية الفرنسية. تقع السفارة في 2 شارع لوبيك، عند تقاطع ساحة الولايات المتحدة، في الدائرة 16 بباريس، سفيرها هو محمد الجديع منذ عام 2022.

## التاريخ
كان أول سفير للكويت في فرنسا هو خالد محمد جعفر، الذي خدم بين عامي 1965 و1967 سفيراً غير مقيم (كان مقيمًا في المملكة المتحدة ثم في لبنان). ثم افتتحت الكويت سفارة في عام 1967، وكان أول سفير مقيم هو سعيد يعقوب شماس.
يقع مقر إقامة السفير في 4 Place des États-Unis.

## سفراء الكويت لدى فرنسا
| التاريخ       | التاريخ | تاريخ تقديم أوراق اعتماد | تاريخ تقديم أوراق اعتماد | سفير                              |
| ------------- | ------- | ------------------------ | ------------------------ | --------------------------------- |
| ؟             |         | 10 مايو 1965             | [ JORF 1 ]               | خالد محمد جعفر                    |
| ؟             |         | 31 يناير 1967            | [ JORF 2 ]               | سعيد يعقوب شماس                   |
| ؟             |         | 27 نوفمبر 1969           | [ JORF 3 ]               | فيصل صالح المطوع                  |
|               |         |                          |                          |                                   |
| ؟             |         | ؟                        |                          | عيسى الحمد                        |
| ؟             |         | 16 سبتمبر 1987           |                          | طارق رزوقي                        |
| ؟             |         | 9 مايو 2000              |                          | أحمد عبدالكريم آل الشيخ الإبراهيم |
| 15 يناير 2007 |         | 28 مارس 2007             |                          | علي سليمان السعيد                 |
| 1 أكتوبر 2015 |         | 15 فبراير 2016           |                          | سامي محمد السليمان                |
| ؟             |         | 13 أكتوبر 2022           |                          | محمد الجديعي                      |

## القنصليات
لا يوجد للكويت أي قنصلية أخرى في فرنسا غير القسم القنصلي في سفارتها في باريس.
يقع المكتب الثقافي الكويتي في 124 شارع فيكتور هوغو (الدائرة 16 في باريس).

## الخلافات

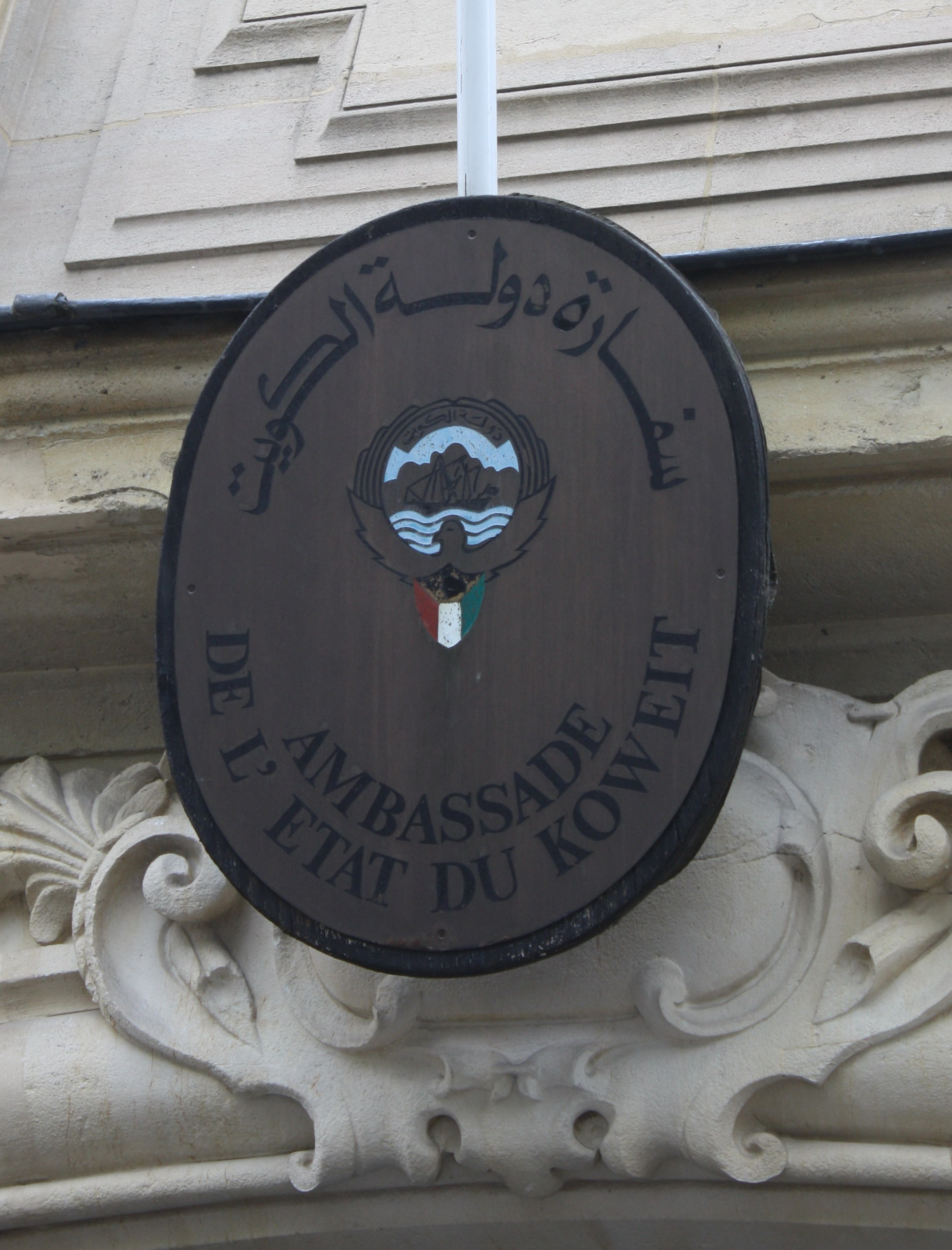
شعار السفارة

في قضية بين السفارة الكويتية وأحد مسؤوليها السابقين، قضت المحكمة الأوروبية لحقوق الإنسان في 29 حزيران 2011 بقرار غير مسبوق: اعتمادًا على الوظائف التي يؤديها، يمكن للموظف إحالة الأمر إلى المحكمة الصناعية الفرنسية للطعن في فصله، على الرغم من الحصانة الدبلوماسية التي تتمتع بها السفارة تقليديًا.